# Лимнандер де Нивенгове, Арман
Барон Арман Мари Гислен Лимнандер де Нивенгове (фр. Armand Limnander de Nieuwenhove; 22 мая 1814, Гент, Восточная Фландрия — 15 августа 1892 в своем замке Муаньянвиль близ Бюно-Боннво, Иль-де-Франс, Франция) — бельгийский и французский композитор. Член-корреспондент Французской Академии изящных искусств, член Королевской академии наук и изобразительных искусств Бельгии.

## Биография
Представитель знатного рода. Учился в иезуитской школе во Фрибуре у Л. Ламбильота, позднее в Брюссельской консерватории у Ф.-Ж. Фетиса.
Жил сперва в Мехельне, где основал хоровые общества «Société Symphonique» и «Réunion lyrique». В 1846 году выступал в замке Тюильри перед королём Луи-Филиппом I с тремя отрывками своих хоровых сочинений в сопровождении оркестра под руководством Д. Обера.
В 1847 году поселился в Париже и поставил там несколько своих сценических произведений.
Был дирижёром нескольких хоровых камерных коллективов.

## Творчество
Автор ряда опер, хоровых и оркестровых музыкальных произведений, церковной музыки.
Важнейшими произведениями композитора являются комические оперы: «Les Monténégrins» (1849 г. в Опера-Комик), «Le château de Barbe-Bleue» (1851 г., там же) и имевшая наибольший успех «Yvonne» (либретто Э. Скриба, 1859 г., там же).
Композитору принадлежит также большая опера «Le Maitre à Chanter» (1853 г. в Парижской Опере), «Scènes Druidiques», «Te Deum», реквием, «Stabat mater», виолончельная соната, струнный квартет, много романсов и пр.

## Награды
- Кавалер ордена Почётного легиона
- Кавалер ордена Леопольда I